# Субсчёт
Субсчёт — способ сводной группировки данных аналитического учёта. Иерархически субсчета являются бухгалтерскими счетами второго порядка и используются для получения более детальных показателей в дополнение к данным синтетических счетов. Субсчета являются промежуточными звеньями между синтетическими и аналитическими счетами. Они позволяют группировать данные бухгалтерского учёта в соответствии с нуждами финансовой и управленческой отчётности и необходимостью экономического анализа деятельности предприятия.
В российском бухгалтерском учёте разбиение синтетических счетов на субсчета закреплено нормативно. Перечень субсчетов в составе каждого синтетического счета определён единым планом счетов, утверждаемых министерством финансов. Система субсчетов определяет единые принципы, по которым осуществляется группировка данных об имуществе и обязательствах хозяйствующих субъектов. Такая общая система позволяет статистически обрабатывать показатели деятельности предприятий по регионам, отраслям хозяйствования и экономике в целом.
В качестве примера приведём субсчета, открываемые к синтетическому счёту 08 «Капитальные вложения»:
- 08-1 «Приобретение земельных участков»,
- 08-2 «Приобретение объектов природопользования»,
- 08-3 «Строительство объектов основных средств»,
- 08-4 «Приобретение отдельных объектов основных средств»,
- 08-5 «Затраты, не увеличивающие стоимость основных средств»,
- 08-6 «Приобретение нематериальных активов»,
- 08-7 «Перевод молодняка животных в основное стадо»,
- 08-8 «Приобретение взрослых животных»,
- 08-9 «Доставка животных, полученных безвозмездно» и др.

В свою очередь, к каждому субсчёту открываются аналитические счета по каждому конкретному объекту вложения средств.
Учёт на субсчетах может вестись только в денежном выражении. Ведение натурального учёта по субсчетам невозможно, так как объекты учёта по аналитическим счетам в составе одного субсчёта могут измеряться в разных мерах (количественных, массовых, объёмных и т. п.) К ряду синтетических счетов открытие субсчетов не предусмотрено.
Организация, исходя из специфики экономической деятельности, может не использовать субсчета, не являющиеся необходимыми. Руководствуясь управленческой целесообразностью, хозяйствующий субъект может также вводить дополнительные субсчета в составе синтетических счетов, утверждённых нормативно; разбивать или объединять субсчета. Все эти решения отражаются в рабочем плане счетов, утверждаемом учётной политикой предприятия.
Субсчёт является активным, пассивным или активно-пассивным в соответствии с тем, в состав какого синтетического счёта он входит. Аналогично определяется отношение к бухгалтерскому балансу и аналитических счетов, входящих в состав субсчёта. Суммарный остаток по субсчетам одного синтетического счёта на определённую дату равен остатку этого синтетического счёта. То же касается и суммарных оборотов по дебету и кредиту субсчетов за определённый период.